# عبد الرحمن المباركفوري
محمد عبد الرحمن المباركفوري (؟؟؟- 1353 هـ/ 1865- 1935 م) علَّامة مسلم هندي، من كبار المحدِّثين، اشتَهَر بكتابه (تحفة الأحوذي بشرح جامع الترمذي). 

## نشأته
ولد أبو العُلا، محمد عبد الرحمن بن عبد الرحيم المباركفوري في بلدة مباركفور، عام 1865م، ونشأ بها في حجر والده، وتربَّى في كنفه، واشتغل بالقراءة في صِباه؛ فختم القرآن، وعدَّة رسائل باللغة الأوردية والفارسية. وقرأ العلوم العربية والمنطق والفلسفة والهيئة والفقه وأصول الفقه على علماء كثيرين. ثم ارتحل وطاف البلاد، ودرس العلوم. 
واشتهر بهذه النسبة (المباركفوري) نسبةً إلى مدينة (مباركفور) بالهند عددٌ من العلماء، من أشهرهم: الشيخ عبد الرحمن، وتلميذه عُبَيد الله المباركفوري صاحب (مِرعاة المفاتيح شرح مِشكاة المصابيح)، وتلميذه صفي الرحمن المباركفوري صاحب (الرحيق المختوم).

## شيوخه
- والده عبد الرحيم المباركفوري.
- الشيخ عبد الله المئوي.
- السيد نذير حسين البهاري الدِّهلوي.
- حسين بن محمد الأنصاري الخزرجي.
- حسام الدين المئوي.
- فيض الله المئوي.
- سلامة الله الجيراج فوري.

## تلاميذه
- عبد السلام المباركفوري.
- محمد بن عبد القادر الهلالي.
- عُبَيد الله الرحماني.
- عبد الله النجدي القويعي.
- رقية بنت خليل الأنصاري.
- عبد الجبار الجيفوري.
- محمد إسحق الآروي.
- عبد الرحمن النكرنهسوي.
- محمد بشير المباركفوري.

## مؤلفاته
1. تحفة الأحوذي بشرح جامع الترمذي، مقدمة تحفة الأحوذي.
2. أبكار المنن في تنقيد آثار السنن.
3. تحقيق الكلام في وجوب القراءة خلف الإمام.
4. خير الماعون في منع الفرار من الطاعون.
5. المقالة الحسنى في سنية المصافحة باليد اليمنى.
6. القول السديد فيما يتعلق بتكبيرات العيد.

## وفاته
أضرّ الشيخ في آخر عمره، ثم إنه شفي ورجع إليه بصره، ثم أخذه مرض ضعف القلب واضطرابه واختلاجه، فكان يُغشى عليه غشياناً ييأس أهله من حياته، وأخذته الحُمَّى، وكان كذلك إلى أن وافاه الأجل المحتوم، فانتقل إلى الرفيق الأعلى في وطنه مباركفور، في ثلث الليل الأخير من 16 شوَّال سنة 1353هـ الموافق 22 يناير 1935م.